# BTX

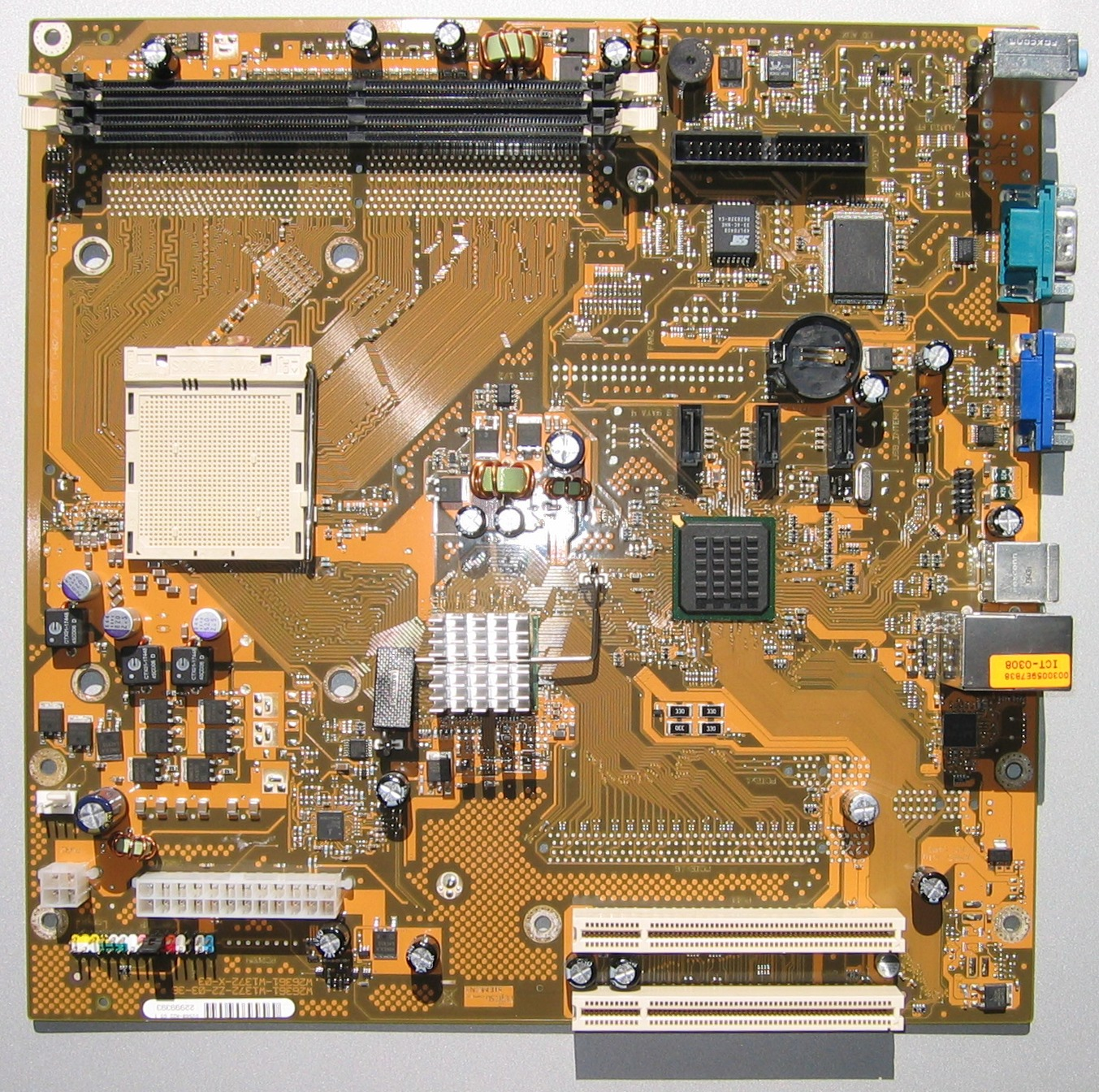
BTXマザーボード

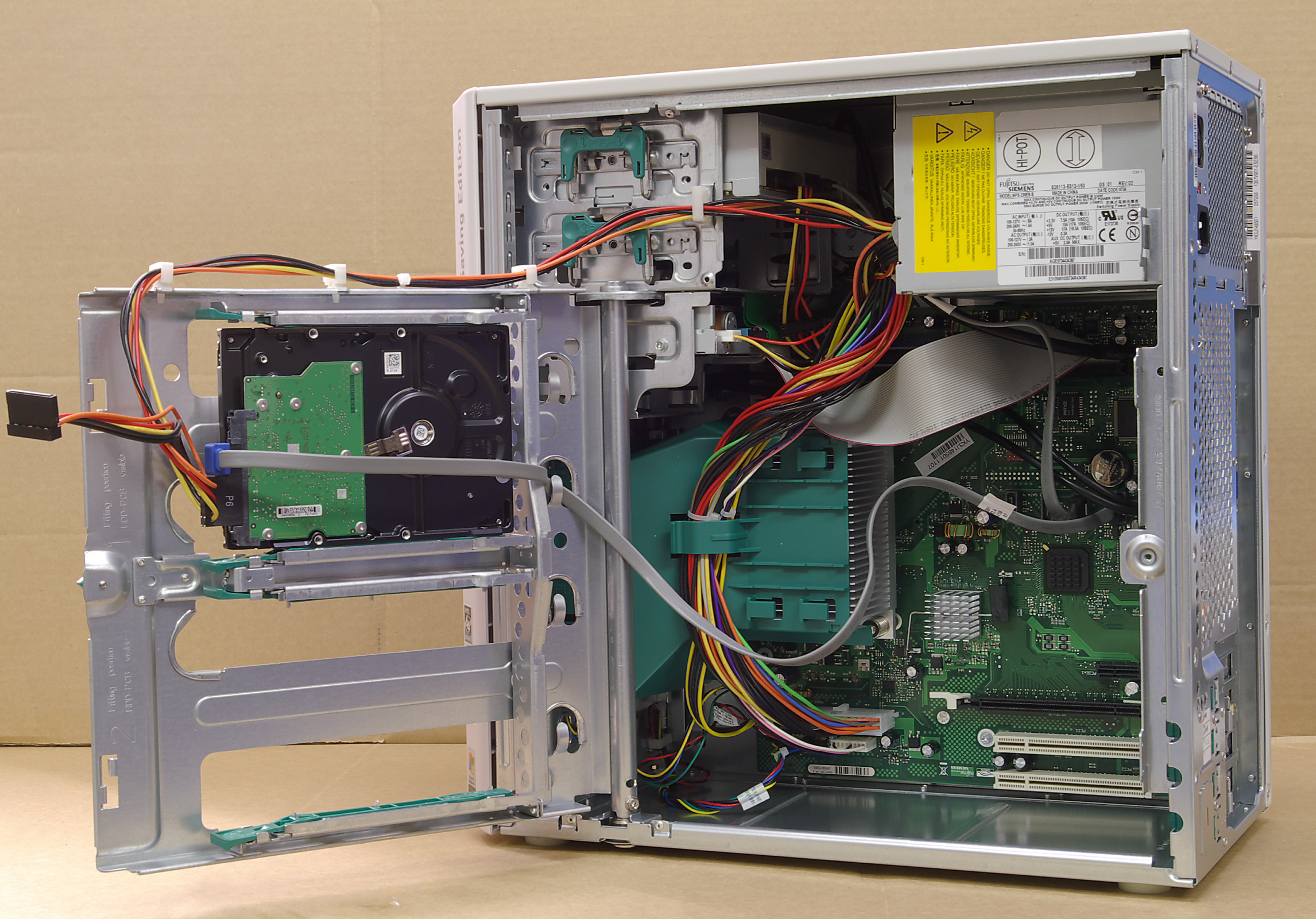
BTX採用PCの内部（富士通シーメンス・Esprimo P2510）

BTX (Balanced Technology eXtended form factor specification) は、2003年にインテルが提唱したデスクトップパソコン用マザーボード形状及び本体ケースの規格（フォームファクタ）。
当初はATX規格の後継と位置づけられた。

## 概要
規格が提唱された2003年当時は、CPUの高クロック化・消費電力の増加に伴う発熱の増大がパソコンの高速化にとってボトルネックとなっており、これ以上の高速化のために、この熱処理の問題を抜本的に解消する必要をインテルは考えていた。ATXを元にしているが、あえて従来規格との互換性をある程度切り捨て、レイアウトを大幅に変更した。熱処理対策のため、ケース内全体の空気の流れを考慮した設計にされている点と、背面端子がATXの左右逆側にある点が特徴。
メモリスロットや電源端子など、マザーボード上のあらゆる端子が平行に配置されるようになっており、CPUやビデオカード、チップセット、メモリと言った発熱量の多い全てのパーツを、前面に大型のファンを1つ取り付けることで一気に冷却することが可能となっている。自作パソコンでは、主に本体ケースとCPUクーラー（ヒートシンク）の干渉に注意する必要があった。
しかし、BTXに対してほとんどのマザーボードメーカーは当初から冷ややかな見方をしていた。当時インテルが推し進めていた高発熱CPU（NetBurst）の冷却効率を上げるための、同社の勝手な都合による規格変更という趣が強く、またこの様な見方が大勢を占めていたためである。ライバルであるAMDからも支持は得られなかった。また、ケースのメーカーからも支持は得られず、自作パソコン向けのBTX対応ケースの発売も低調なものであった。
さらには、熱処理問題の限界点がいよいよ見えてきた2005年になると、今度は製造プロセスの微細化やマルチコア化などによってCPUの消費電力・発熱を抑制し、高速化を図るスタイルへとCPUの進化の方向性が変化していった。このため、ATXでもCPUの熱問題がある程度まで解決されたことから、あえて互換性を犠牲にしてまでBTXを導入する必然性は無くなり、規格の存在意義が不確かになってしまった。
発表当初は対応製品がある程度市場に出回ったが、終息した現在では対応製品の流通はごくわずかである。ゲートウェイのデスクトップPC（規格に賛同していないAMD製CPUとBTXを組み合わせたものもあった）やデルのサーバ・デスクトップPCなど、一部メーカーではしばらくの間採用されていたものの、提唱元であるインテル自身がCore 2を投入したことで低消費電力・低発熱CPUを主流とするようになり、2007年度よりBTX対応マザーボードの製造を行わないことを表明し、製造を打ち切った。
2009年頃にはデルのサーバ・デスクトップPCでは独自でBTX規格に似た構造の製品を、Intel製CPU製品、AMD製CPU製品問わずに製造している。独自規格であるため、市販されたBTX規格準拠製品との互換性は無い。これらのデル製品のうち一部のモデルでは、一歩踏み込んでハードディスクの冷却までも行うようになっている。富士通のPC Serverでも同様に静音化のためにあえてATXから切り替えている。

## 仕様

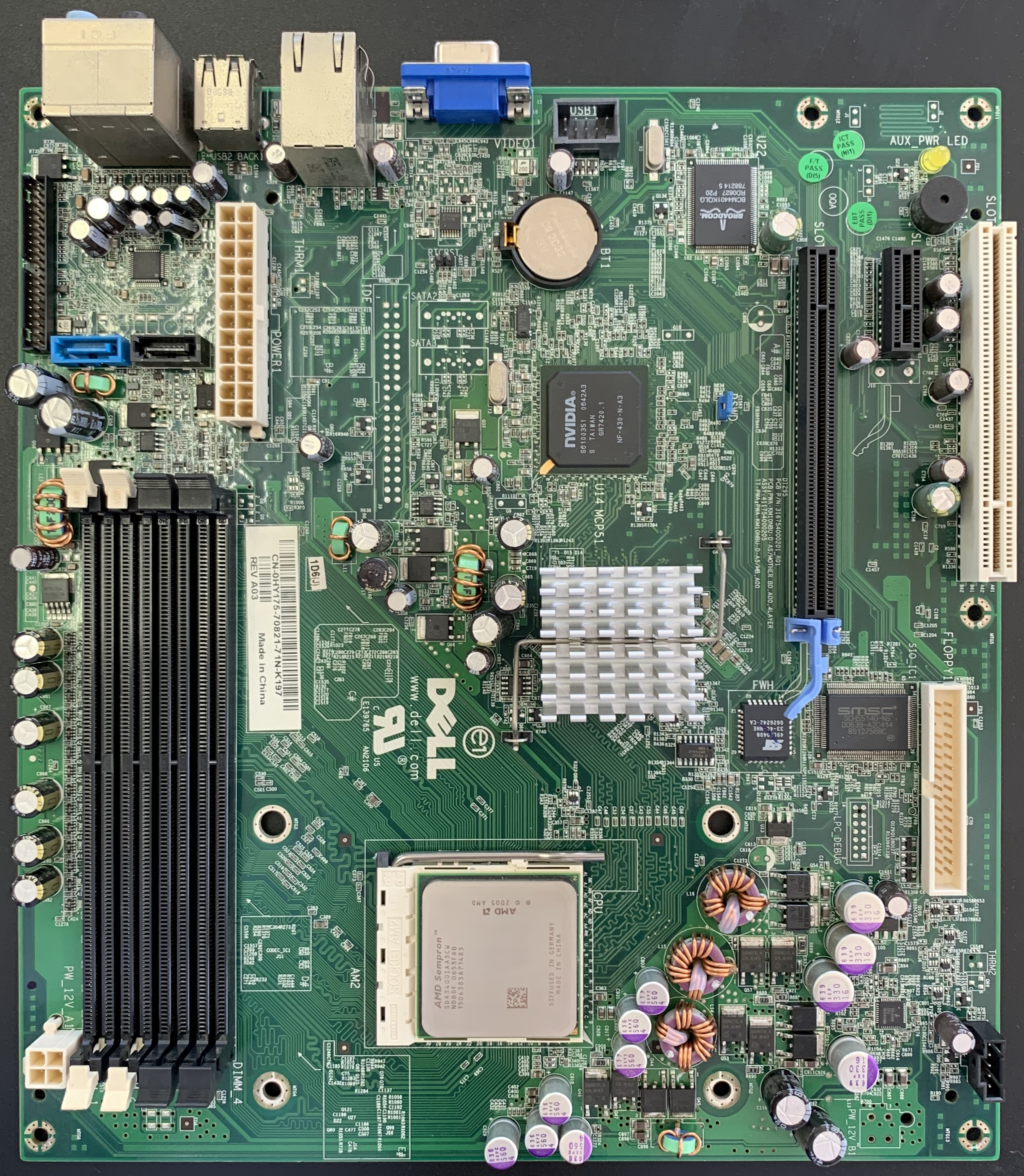
Dell Dimension C521 Motherboard (microBTX)

BTX
- 幅 - 325.12mm
- 奥行き - 266.7mm
- 最大7スロット

microBTX（BTXの小型版）
- 幅 - 264.16mm
- 奥行き - 266.7mm
- 4スロット

picoBTX（microBTXの小型版）
- 幅 - 203.20mm
- 奥行き - 266.7mm
- 1スロット